# Mustilia sphingiformis
Mustilia sphingiformis är en fjärilsart som beskrevs av Moore 1879. Mustilia sphingiformis ingår i släktet Mustilia och familjen silkesspinnare. Inga underarter finns listade i Catalogue of Life.